# 名古屋市立米野小学校
名古屋市立米野小学校（なごやしりつ こめのしょうがっこう）は、名古屋市中村区権現通1丁目にある公立小学校である。

## 沿革

### 年表
- 1906年（明治39年）5月 - 愛知尋常小学校が分割され、愛知町大字米野に愛知第一尋常小学校が設置される[3]。
- 1907年（明治40年）5月7日 - 新築した校舎の落成式を行う[4]。
- 1909年（明治44年）
  - 2月 - 校舎の増築に着工する[4]。
  - 4月 - 愛知高等小学校が廃止され、高等科が併置されて愛知第一尋常高等小学校となる[4][5]。
- 1914年（大正4年）4月 - 高等科が廃止されて愛知第一尋常小学校となり、愛知高等小学校が設置される[5]。
- 1921年（大正10年）8月 - 愛知町が名古屋市に編入され、名古屋市によって改めて米野尋常小学校として設置される[6]。
- 1928年（昭和3年）4月 - 高等科を併置して米野尋常高等小学校となる[4]。
- 1940年（昭和15年）10月 - 前月に豊国高等小学校が設置され、高等科が廃止されて米野尋常小学校となる[7]。
- 1941年（昭和16年）4月 - 国民学校令施行により、米野国民学校となる[8]。
- 1945年（昭和20年）1月3日 - 名古屋大空襲により校舎が半焼した[9]。
- 1947年（昭和22年） - 学校教育法により、名古屋市立米野小学校となる[10]。
- 1952年（昭和27年） - 鉄筋コンクリート造2階建て校舎（6教室）が竣工する[2]。
- 1972年（昭和47年） - 体育館が竣工する[2]。
- 1982年（昭和57年） - 特別教室が増改築される[2]。
- 1987年（昭和62年）度 - 校舎の全面改築、体育館・特別教室の大規模改修が行われる[2]。

## 通学区域
所管する名古屋市教育委員会は、2019年（令和元年）9月1日現在、中村区のうち、上米野町2丁目～5丁目・郷前町・権現通1丁目～3丁目・下米野町・太閤二丁目・大正町・長戸井町・平池町・深川町の全域および黄金通1丁目～7丁目・太閤一丁目・太閤三丁目・太閤四丁目・太閤五丁目の各一部を通学区域として指定している。
また、卒業後の進学先は名古屋市立黄金中学校となっている。

### WEB
1. ↑  名古屋市教育委員会事務局総務部教育環境計画室計画係 (2019年9月1日). “名古屋市立小・中学校の通学区域一覧（中村区）” (PDF).   名古屋市. 2020年8月8日閲覧。
2. ↑  名古屋市教育委員会事務局総務部教育環境計画室計画係 (2018年4月1日). “名古屋市立中学校区一覧（小→中）” (PDF).   名古屋市. 2020年8月8日閲覧。

### 書籍
1. ↑  寮金吉 1954, p. 199.
2. 1 2 3 4 5  中村区制施行50周年記念事業実行委員会記念誌編集委員会 1987, p. 97.
3. ↑  愛知郡 1923, pp. 296–301.
4. 1 2 3 4  鷲尾重一 1944, p. 206.
5. 1 2  愛知郡 1923, p. 308.
6. ↑  中村区制十五周年記念協賛会 1953, pp. 232–233.
7. ↑  中村区制十五周年記念協賛会 1953, p. 236.
8. ↑  中村区制十五周年記念協賛会 1953, p. 237.
9. ↑  中村区制十五周年記念協賛会 1953, p. 245.
10. ↑  中村区制十五周年記念協賛会 1953, p. 248.